# Поворотный пункт: наука, общество, и восходящая культура
Поворотный пункт: наука, общество, и восходящая культура (англ. The Turning Point) — научно-популярная книга американского физика австрийского происхождения Фритьофа Капры, известного своими противоречиво оцениваемыми книгами о науке. Книга вышла в свет в 1982 году в издательстве «Bantam Books».
Написанная во время экономического и социального кризиса начала 1980-х годов, книга стремится провести параллель между кризисом физики в начале двадцатого века и неспособностью современного общества справиться с системными и глобальными проблемами, такими как экономические и экологические. В этом смысле «Поворотный момент» продолжает анализ, начатый в предыдущей книге «Дао физики».

## Содержание
В своей книге Фритьоф Капра исследует воспринимаемые научные и экономические кризисы с точки зрения Общей теории систем.
Капра очерчивает и прослеживает историю науки и экономики, выделяя недостатки картезианской, ньютоновской и редукционистской концепций, которые выявились в контексте современного эмпирического понимания физических наук.
Тезис книги состоит в том, что так же, как физика должна была отказаться от редукционистского взгляда на исследование бесконечно малого и бесконечно большого (квантовая теория и теория относительности), то же самое должны сделать медицина, биология, социология и экономика. В книге четко разоблачены позиции западного образа жизни, который не уважает ни людей, ни социальные условности, но эгоистично фокусирует свои интересы на личности, как производителя, так и потребителя. Критика Капры направлена не только на капитализм, но также на марксизм и социализм.
Автор пишет, что вышеперечисленные концепции в настоящее время неадекватны для руководства поведением и политикой человека в отношении современных технологий и экологии, а затем утверждает, что обществу необходимо развивать концепции и идеи холизма и общую теорию систем для решения сложных проблем, стоящих перед человечеством.

## Экранизация
Фильм 1990 года «Диспут» основан на книге «Поворотный пункт: наука, общество, и восходящая культура».

## Издания
- Фритьоф Капра, «Поворотный пункт: наука, общество, и восходящая культура», (1982), Саймон и Шустер, Bantam в мягкой обложке, 1983 год, ISBN 0-553-34572-9
- Doubleday Dell, книга в мягкой обложке, 1984 год, ISBN 0-553-34148-0
- Flamingo Press, издание 1990 года: ISBN 0-00-654017-1
- Аудиокассета Sounds True, 1990 год

## Издание в России
Книга была переведена на русский язык и вышла в свет в 2002 году. Переводчик ― В. Постников